# Musik i Storbritannien
Musik i Storbritannien

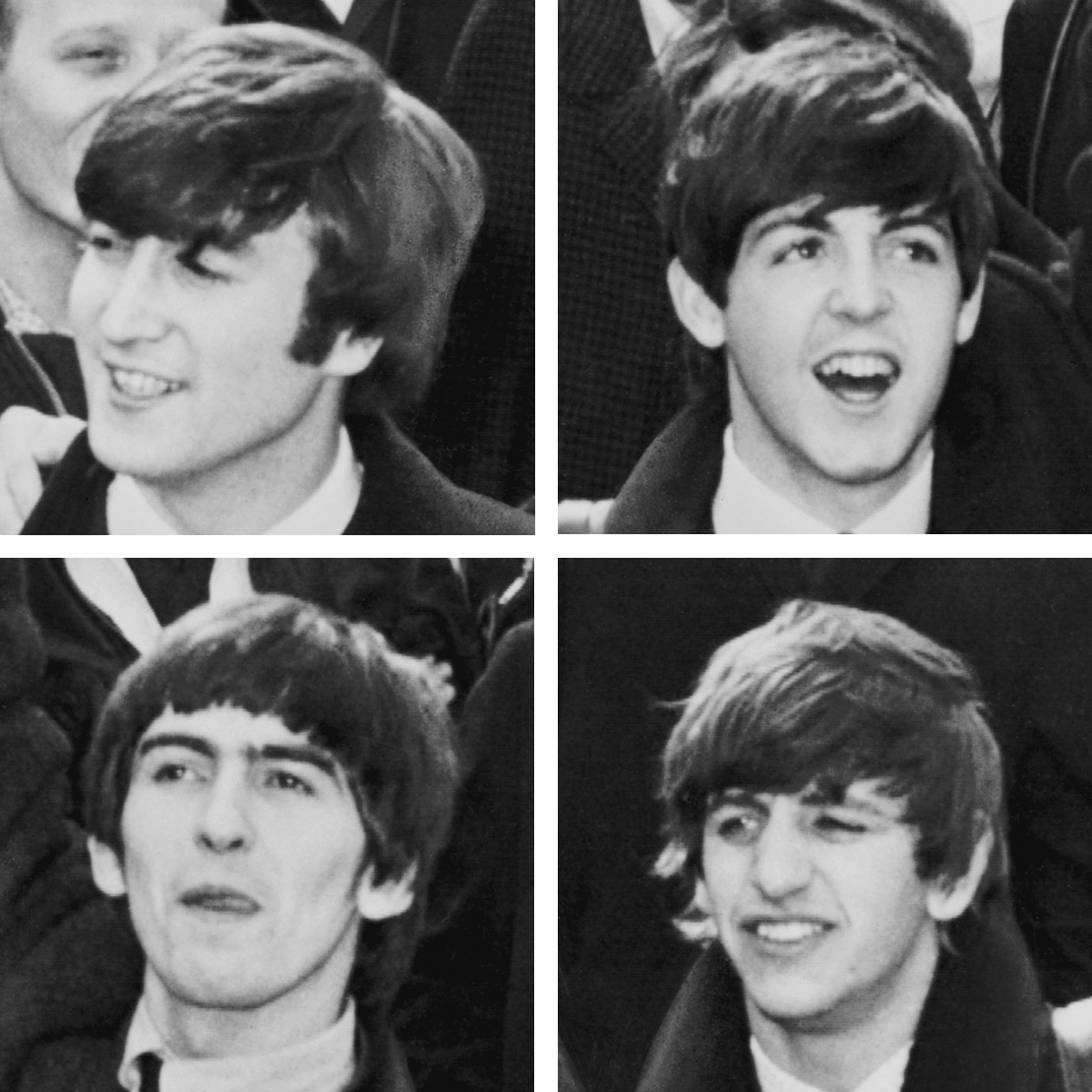
Beatles

Storbritanniens nationalsång heter God Save the King (eller God Save the Queen, om statsöverhuvudet för tillfället är en drottning).
Under 1960- och 70-talen blev brittiska popgrupper som Beatles, Gerry and the Pacemakers, Rolling Stones och Hollies populära världen över. Senare har man även haft punkband som Sex Pistols, och hårdrocksband som Iron Maiden.
Storbritannien vann Eurovision Song Contest 1967 med Sandie Shaws Puppet on a String, 1976 med Brotherhood of Mans Save Your Kisses for Me, 1981 med Bucks Fizz Making Your Mind Up, och 1997 med Katrina and the Waves Love Shine a Light.

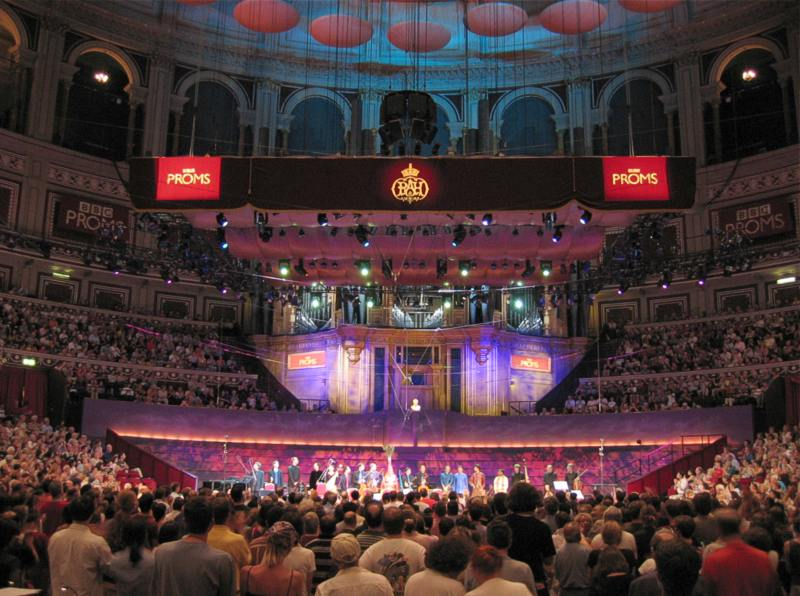
En promenadkonsert i Royal Albert Hall 2004.

### Fotnoter
1. ↑  ”Katrinas band byter namn”. Svenska dagbaldet. 1 mars 2005. http://www.svd.se/katrinas-band-byter-namn. Läst 10 november 2015.